# Задорожна Марія Миколаївна
Марія Миколаївна Задорожна — український мистецтвознавець.
2012-2016 — генеральний директор Національного художнього музею України (від 16 листопада 2012) .
Є членом Комітету з Національної премії України імені Тараса Шевченка (з грудня 2016) 